# Vedat Muriqi
Vedat Muriqi, né le 24 avril 1994 à Prizren, est un footballeur international kosovar, évoluant au poste d'attaquant au RCD Majorque.

## Biographie

### En club
Muriqi commence sa carrière dans son club formateur du KF Liria puis rejoint le KF Teuta Durrës, basé en Albanie.
En 2014, Muriqi découvre la Turquie en s'engageant en faveur du Giresunspor, club de deuxième division turque. Après une première saison en demi-teinte, le Kosovar réalise un bon exercice 2015-2016, marquant dix-sept buts en championnat dont un triplé contre le Boluspor en février 2015. Muriqi intéresse naturellement des clubs de plus haut niveau et signe durant l'été 2016 au Gençlerbirliğli SK qui lui permet de découvrir la Süper Lig. Néanmoins, le joueur ne s'adapte pas facilement au changement de niveau et ses statistiques s'en ressentent, marquant trois buts en trente-trois rencontres de championnat. La saison suivante débute sur les mêmes bases et l'attaquant quitte le club au mercato d'hiver 2018.
Muriqi rejoint alors le Çaykur Rizespor où son adaptation rapide aide le club à remporter le championnat de deuxième division. Il refait ainsi son retour en Süperlig pour la saison 2018-2019. Muriqi effectue une excellente saison en marquant dix-sept buts dans l'élite turque et se classe second meilleur buteur derrière Mbaye Diagne. De plus, il s'améliore nettement au niveau du collectif et distribue huit passes décisives. Malgré ses statistiques, le Rizespor connaît un exercice moyen et se classe onzième du championnat.
Le 7 juillet 2019, Muriqi signe au Fenerbahçe SK pour un montant de trois millions d'euros et un contrat de quatre ans.
Titulaire pour son premier match le 19 août, Muriqi marque un but lors d'une victoire 5-0 contre le Gazişehir Gaziantep au Şükrü Saracoğlu. La journée suivante, il égalise face à l'İstanbul Başakşehir et contribue à un succès 1-2. Mené 0-1 à domicile face au MKE Ankaragücü, le Fenerbahçe renverse la situation grâce à son attaquant kosovar qui délivre une passe décisive à Zanka avant de donner la victoire aux siens en inscrivant un but. Muet face à Galatasaray et Antalyaspor, il contribue à la victoire de son équipe à l’extérieur face à Denizlispor. La semaine suivante, il se distingue par un but sublime des 25 mètres lors de la pluie de buts infligée à Konyaspor. Le 8 novembre, Muriqi conclut un doublé sur penalty qui contribue à un court succès 3-2 contre le Kasımpaşa SK. Il reçoit son premier carton rouge en carrière le 18 janvier 2020, après avoir marqué le but d'une victoire 0-2 au Gaziantep FK.

### En équipe nationale
Convoqué en équipe d'Albanie espoirs en raison de sa double nationalité, Muriqi joue quatre matchs, marquant un but contre la Roumanie en octobre 2014.
En 2016, Muriqi décide de défendre les couleurs du Kosovo. Il honore sa première sélection le 9 octobre 2016 contre l'Ukraine en étant titulaire à la pointe de l'attaque. Ce match rentrant dans le cadre des éliminatoires du mondial 2018 se solde par une défaite sur le score de 3-0.
Il inscrit son premier but avec le Kosovo le 13 novembre 2017, en amical contre la Lettonie (victoire 4-3). Il marque son deuxième but le 27 mars 2018, en amical contre la Burkina Faso (victoire 2-0). Par la suite, il inscrit deux buts lors de la Ligue des nations de l'UEFA, contre Malte, en octobre puis novembre 2018.
Le 10 septembre 2019, Muriqi inscrit un but et délivre deux passes décisives à Valon Berisha contre l'Angleterre lors d'une défaite 5-3. Auteur de sept réalisations pour le Kosovo, il devient ainsi le co-meilleur buteur de l'histoire de la jeune sélection, à égalité avec Arber Zeneli. Après son but contre le Monténégro le 14 octobre suivant, Muriqi dépasse Zeneli d'une unité et occupe seul la place de meilleur buteur de l'histoire du Kosovo.
Il s'illustre le 1er juin 2021 en inscrivant un quadruplé lors d'un match amical face à Saint-Marin, établissant ainsi un record du nombre de buts marqués par le même joueur avec l'équipe kosovare.

## Statistiques

### Statistiques détaillées
| Saison                | Club                  | Championnat           | Championnat | Championnat | Championnat | Coupe(s) nationale(s) | Coupe(s) nationale(s) | Coupe(s) nationale(s) | Supercoupe | Supercoupe | Supercoupe | Compétition(s) continentale(s) | Compétition(s) continentale(s) | Compétition(s) continentale(s) | Compétition(s) continentale(s) | Kosovo | Kosovo | Kosovo | Total | Total | Total |
| Saison                | Club                  | Division              | M.          | B.          | P.d.        | M.                    | B.                    | P.d.                  | M.         | B.         | P.d.       | Comp.                          | M.                             | B.                             | P.d.                           | M.     | B.     | P.d.   | M.    | B.    | P.d.  |
| 2011-2012             | KF Liria              | RS                    | 10          | 3           | -           | -                     | -                     | -                     | -          | -          | -          | -                              | -                              | -                              | -                              | -      | -      | -      | 10    | 3     | 0     |
| 2012-2013             | KF Teuta Durrës       | KS                    | 6           | 0           | -           | 2                     | 0                     | -                     | -          | -          | -          | -                              | -                              | -                              | -                              | -      | -      | -      | 8     | 0     | 0     |
| 2013-2014             | KF Teuta Durrës       | KS                    | 12          | 1           | -           | 3                     | 2                     | -                     | -          | -          | -          | -                              | -                              | -                              | -                              | -      | -      | -      | 15    | 3     | 0     |
| Sous-total            | Sous-total            | Sous-total            | 18          | 1           | -           | 5                     | 2                     | -                     | -          | -          | -          | -                              | -                              | -                              | -                              | -      | -      | -      | 23    | 3     | 0     |
| 2014                  | KS Besa Kavajë (prêt) | KS                    | 13          | 3           | -           | -                     | -                     | -                     | -          | -          | -          | -                              | -                              | -                              | -                              | -      | -      | -      | 13    | 3     | 0     |
| 2014-2015             | Giresunspor           | 1L                    | 24          | 4           | 1           | 8                     | 2                     | 0                     | -          | -          | -          | -                              | -                              | -                              | -                              | -      | -      | -      | 32    | 6     | 1     |
| 2015-2016             | Giresunspor           | 1L                    | 33          | 17          | 3           | 4                     | 0                     | 0                     | -          | -          | -          | -                              | -                              | -                              | -                              | -      | -      | -      | 37    | 17    | 3     |
| Sous-total            | Sous-total            | Sous-total            | 57          | 21          | 4           | 12                    | 2                     | 0                     | -          | -          | -          | -                              | -                              | -                              | -                              | -      | -      | -      | 69    | 23    | 4     |
| 2016-2017             | Gençlerbirliğli SK    | SL                    | 33          | 3           | 0           | 7                     | 3                     | 1                     | -          | -          | -          | -                              | -                              | -                              | -                              | 2      | 0      | 0      | 42    | 6     | 1     |
| 2017-2018             | Gençlerbirliğli SK    | SL                    | 13          | 2           | 0           | 2                     | 2                     | 0                     | -          | -          | -          | -                              | -                              | -                              | -                              | 5      | 1      | 0      | 20    | 5     | 0     |
| Sous-total            | Sous-total            | Sous-total            | 46          | 5           | 0           | 9                     | 5                     | 1                     | -          | -          | -          | -                              | -                              | -                              | -                              | 7      | 1      | 0      | 62    | 11    | 1     |
| 2017-2018             | Çaykur Rizespor       | 1L                    | 16          | 8           | 1           | -                     | -                     | -                     | -          | -          | -          | -                              | -                              | -                              | -                              | 3      | 1      | 0      | 19    | 9     | 1     |
| 2018-2019             | Çaykur Rizespor       | SL                    | 34          | 17          | 8           | 2                     | 0                     | 0                     | -          | -          | -          | -                              | -                              | -                              | -                              | 10     | 3      | 2      | 46    | 20    | 10    |
| Sous-total            | Sous-total            | Sous-total            | 50          | 25          | 9           | 2                     | 0                     | 0                     | -          | -          | -          | -                              | -                              | -                              | -                              | 13     | 4      | 2      | 65    | 29    | 11    |
| 2019-2020             | Fenerbahçe SK         | SL                    | 32          | 15          | 5           | 4                     | 2                     | 1                     | -          | -          | -          | -                              | -                              | -                              | -                              | 3      | 3      | 2      | 39    | 20    | 8     |
| 2020-2021             | Lazio Rome            | SA                    | 27          | 1           | 0           | 3                     | 1                     | 0                     | -          | -          | -          | C1                             | 5                              | 0                              | 0                              | 7      | 7      | 0      | 42    | 9     | 0     |
| 2021-2022             | Lazio Rome            | SA                    | 11          | 0           | 0           | -                     | -                     | -                     | -          | -          | -          | C3                             | 3                              | 0                              | 0                              | 7      | 3      | 0      | 21    | 3     | 0     |
| Sous-total            | Sous-total            | Sous-total            | 38          | 1           | 0           | 3                     | 1                     | 0                     | -          | -          | -          | -                              | 8                              | 0                              | 0                              | 14     | 10     | 0      | 63    | 12    | 0     |
| 2021-2022             | RCD Majorque (prêt)   | LaLiga                | 16          | 5           | 3           | 1                     | 0                     | 0                     | -          | -          | -          | -                              | -                              | -                              | -                              | 5      | 2      | 1      | 22    | 7     | 4     |
| 2022-2023             | RCD Majorque          | LaLiga                | 34          | 14          | 3           | 2                     | 1                     | 1                     | -          | -          | -          | -                              | -                              | -                              | -                              | 6      | 4      | 1      | 42    | 19    | 5     |
| 2023-2024             | RCD Majorque          | LaLiga                | 29          | 7           | 2           | 4                     | 0                     | 0                     | -          | -          | -          | -                              | -                              | -                              | -                              | 6      | 2      | 1      | 39    | 9     | 3     |
| 2024-2025             | RCD Majorque          | LaLiga                | 23          | 7           | 2           | 1                     | 0                     | 0                     | 1          | 0          | 0          | -                              | -                              | -                              | -                              | 6      | 5      | 1      | 31    | 12    | 3     |
| Sous-total            | Sous-total            | Sous-total            | 103         | 33          | 10          | 8                     | 1                     | 1                     | 1          | 0          | 0          | -                              | -                              | -                              | -                              | 23     | 13     | 4      | 135   | 47    | 15    |
| Total sur la carrière | Total sur la carrière | Total sur la carrière | 367         | 107         | 28          | 43                    | 13                    | 3                     | 1          | 0          | 0          | -                              | 8                              | 0                              | 0                              | 60     | 31     | 7      | 479   | 151   | 38    |

### Buts internationaux
| 0  | Date              | Lieu                                               | Adversaire      | Score | Résultats | Compétitions                      |
| -- | ----------------- | -------------------------------------------------- | --------------- | ----- | --------- | --------------------------------- |
| 1  | 13 novembre 2017  | Stadion Trepča, Mitrovica, Kosovo                  | Lettonie        | 2-2   | 4-3       | Match amical                      |
| 2  | 27 mars 2018      | Stade Municipal Jean Rolland, Franconville, France | Burkina Faso    | 1-0   | 2-0       | Match amical                      |
| 3  | 11 octobre 2018   | Stade de Fadil Vokrri, Pristina, Kosovo            | Malte           | 2-1   | 3-1       | Ligue des nations 2018-2019       |
| 4  | 17 novembre 2018  | Ta' Qali Stadium, Ta' Qali, Malte                  | Malte           | 0-1   | 0-5       | Ligue des nations 2018-2019       |
| 5  | 10 juin 2019      | Stade national Vassil-Levski, Sofia, Bulgarie      | Bulgarie        | 2-2   | 2-3       | Éliminatoires Euro 2020           |
| 6  | 7 septembre 2019  | Stade de Fadil Vokrri, Pristina, Kosovo            | Tchéquie        | 1-1   | 2-1       | Éliminatoires Euro 2020           |
| 7  | 10 septembre 2019 | St Mary's Stadium, Southampton, Angleterre         | Angleterre      | 5-3   | 5-3       | Éliminatoires Euro 2020           |
| 8  | 14 octobre 2019   | Stade de Fadil Vokrri, Pristina, Kosovo            | Monténégro      | 2-0   | 2-0       | Éliminatoires Euro 2020           |
| 9  | 11 novembre 2020  | Elbasan Arena, Elbasan, Albanie                    | Albanie         | 2-1   | 2-1       | Match amical                      |
| 10 | 15 novembre 2020  | Stadion Stožice, Ljubljana, Slovénie               | Slovénie        | 0-1   | 2-1       | Ligue des nations 2020-2021       |
| 11 | 24 mars 2021      | Stade de Fadil Vokrri, Pristina, Kosovo            | Lituanie        | 2-0   | 4-0       | Match amical                      |
| 12 | 1er juin 2021     | Stade de Fadil Vokrri, Pristina, Kosovo            | Saint-Marin     | 1-0   | 4-1       | Match amical                      |
| 13 | 1er juin 2021     | Stade de Fadil Vokrri, Pristina, Kosovo            | Saint-Marin     | 2-0   | 4-1       | Match amical                      |
| 14 | 1er juin 2021     | Stade de Fadil Vokrri, Pristina, Kosovo            | Saint-Marin     | 3-0   | 4-1       | Match amical                      |
| 15 | 1er juin 2021     | Stade de Fadil Vokrri, Pristina, Kosovo            | Saint-Marin     | 4-0   | 4-1       | Match amical                      |
| 16 | 2 septembre 2021  | Batumi Stadium, Batumi, Géorgie                    | Géorgie         | 0-1   | 0-1       | Éliminatoires Coupe du monde 2022 |
| 17 | 5 septembre 2021  | Stade de Fadil Vokrri, Pristina, Kosovo            | Grèce           | 1-1   | 1-1       | Éliminatoires Coupe du monde 2022 |
| 18 | 12 octobre 2021   | Stade de Fadil Vokrri, Pristina, Kosovo            | Géorgie         | 1-1   | 1-2       | Éliminatoires Coupe du monde 2022 |
| 19 | 9 juin 2022       | Stade de Fadil Vokrri, Pristina, Kosovo            | Irlande du Nord | 1-0   | 3-2       | Ligue des nations 2022-2023       |
| 20 | 9 juin 2022       | Stade de Fadil Vokrri, Pristina, Kosovo            | Irlande du Nord | 3-1   | 3-2       | Ligue des nations 2022-2023       |
| 21 | 24 septembre 2022 | Windsor Park, Belfast, Irlande du Nord             | Irlande du Nord | 0-1   | 2-1       | Ligue des nations 2022-2023       |
| 22 | 27 septembre 2022 | Stade de Fadil Vokrri, Pristina, Kosovo            | Chypre          | 4-0   | 5-1       | Ligue des nations 2022-2023       |
| 23 | 27 septembre 2022 | Stade de Fadil Vokrri, Pristina, Kosovo            | Chypre          | 5-1   | 5-1       | Ligue des nations 2022-2023       |
| 24 | 19 juin 2023      | Stade Ferenc-Szusza, Budapest, Hongrie             | Biélorussie     | 2-1   | 2-1       | Éliminatoires Euro 2024           |
| 25 | 9 septembre 2023  | Stade de Fadil Vokrri, Pristina, Kosovo            | Suisse          | 1-1   | 2-2       | Éliminatoires Euro 2024           |
| 26 | 9 septembre 2023  | Stade de Fadil Vokrri, Pristina, Kosovo            | Suisse          | 2-2   | 2-2       | Éliminatoires Euro 2024           |
| 27 | 9 septembre 2024  | AEK Arena, Larnaca, Chypre                         | Chypre          | 0-1   | 0-4       | Ligue des nations 2024-2025       |
| 28 | 9 septembre 2024  | AEK Arena, Larnaca, Chypre                         | Chypre          | 0-2   | 0-4       | Ligue des nations 2024-2025       |
| 29 | 23 mars 2025      | Stade Enrique-Roca, Murcie, Espagne                | Islande         | 1-1   | 1-3       | Ligue des nations 2024-2025       |
| 30 | 23 mars 2025      | Stade Enrique-Roca, Murcie, Espagne                | Islande         | 1-2   | 1-3       | Ligue des nations 2024-2025       |
| 31 | 23 mars 2025      | Stade Enrique-Roca, Murcie, Espagne                | Islande         | 1-3   | 1-3       | Ligue des nations 2024-2025       |

## Palmarès
Avec le Çaykur Rizespor, Muriqi remporte son premier trophée à la suite du sacre en Championnat de Turquie de deuxième division en 2018.